# Ненси Мајерс
Ненси Мајерс (енгл. Nancy Meyers; Филаделфија, 8. децембар 1949) је америчка филмска редитељка, сценаристкиња и продуценткиња комерцијално успешних комедија Замка за родитеље (1998), Шта жене желе (2000), Само не ти (2003), Љубав и празници (2006), Компликовано је (2009) и Млађи референт (2015). Њен други филм Шта жене желе зарадио је 374 милиона долара и у то време био најпрофитабилнији филм у историји који је режирала жена. Као сценаристкиња филма Регрут Бенџамин, Мајерсова је 1981. била номинована за награду Оскар, а филм Компликовано је донео јој је номинацију за Златни глобус.

## Филмографија
| Година | Српски назив            | Изворни назив | Режисерка | Продуценткња | Сценаристкиња | Напомене |
| ------ | ----------------------- | ------------- | --------- | ------------ | ------------- | --- |
| 1980.  | Регрут Бенџамин         |               | Не        | Да           | Да            | номинација - Оскар за најбољи оригинални сценарио                                                                     |
| 1984.  |                         |               | Не        | Не           | Да            | |
| 1984.  | Протокол                |               | Не        | Не           | Да            | |
| 1987.  | Бејби Бум               |               | Не        | Да           | Да            | номинација - Златни глобус за најбољи играни филм (мјузикл или комедија)                                              |
| 1991.  | Отац невесте            |               | Не        | Да           | Да            | |
| 1992.  | Био једном један злочин |               | Не        | Не           | Да            | |
| 1994.  | Волим невоље            |               | Не        | Да           | Да            | |
| 1995.  | Отац невесте 2          |               | Не        | Да           | Да            | |
| 1998.  | Замка за родитеље       |               | Да        | Не           | Да            | |
| 2000.  | Шта жене желе           |               | Да        | Да           | Не            | |
| 2003.  | Само не ти              |               | Да        | Да           | Да            | |
| 2006.  | Љубав и празници        |               | Да        | Да           | Не            | |
| 2009.  | Компликовано је         |               | Да        | Да           | Да            | номинација - Златни глобус за најбољи играни филм (мјузикл или комедија) номинација - Награда Сателит за најбољи филм |
| 2015.  | Млађи референт          |               | Да        | Не           | Не            | |